# ترونانس
ترونانس (به فرانسوی: Trévenans) یک کامین در فرانسه است که در Canton of Châtenois-les-Forges واقع شده‌است.

## خصوصیات
ترونانس ۵٫۹۶ کیلومترمربع مساحت و ۴٬۰۵۸ نفر جمعیت دارد.